# Густаво Костас
Густаво Костас (ісп. Gustavo Costas, нар. 28 лютого 1963, Авельянеда) — аргентинський футболіст, що грав на позиції захисника. По завершенні ігрової кар'єри — тренер. З 2024 року очолює тренерський штаб команди «Расінг» (Авельянеда). Як футболіст відомий за виступами за клуб «Расінг» (Авельянеда), у складі якого став володарем Суперкубка Лібертадорес. Як тренер став дворазовим чемпіоном Перу, чемпіоном Парагваю, чемпіоном Еквадору, дворазовим чемпіоном Колумбії, дворазовим володарем Південноамериканського кубка, та переможцем Рекопи Південної Америки.

## Ігрова кар'єра
У професійному футболі Густаво Костас дебютував 1982 року виступами за команду «Расінг» (Авельянеда), в якій грав до 1989 року, та став у складі команди володарем Суперкубка Лібертадорес. У 1989 році Костас став гравцем швейцарського клубу «Локарно». У 1994 році футболіст повернувся до «Расінга», в якому грав до 1995 року. У 1996 році футболіст перейшов до клубу «Хімнасія і Есгріма» (Жужуй), у складі якого завершив виступи на футбольних полях у 1997 році.

## Кар'єра тренера
Невдовзі по завершенні кар'єри гравця Густаво Костас розпочав тренерську кар'єру, спочатку працював з юнацькими командами, а в 1999 році очолив тренерський штаб свого колишнього клубу «Расінг» (Авельянеда), в якому пропрацював з 1999 по 2000 рік. У 2001 році Костас став головним тренером команди «Гуарані» (Асунсьйон), в якій працював до 2003 року.
У 2003 році аргентинський тренер очолив перуанський клуб «Альянса Ліма», з яким став дворазовим чемпіоном Перу. У 2005 році Костас перейшов на роботу до парагвайського клубу «Серро Портеньйо», з яким виграв чемпіонат Парагваю. У 2007 році тренер повернувся до свого колишнього клубу «Расінг», але цього разу працював у ньому менше року. У 2008 році аргентинський спеціаліст очолював парагвайський клуб «Олімпія» (Асунсьйон).
У 2009 році Густаво Костаса запросили повторно очолити клуб «Альянса Ліма», з якою тренер без особливих успіхів пропрацював до 2011 року, та перейшов до саудівського клубу «Ан-Наср» (Ер-Ріяд), з яким працював до 2011 року.
У 2012—2013 роках Костас очолював тренерський штаб еквадорської команди «Барселона» (Гуаякіль), яку привів до виграшу чемпіонату Еквадору. У 2014—2015 роках аргентинський тренер очолював колумбійський клуб «Санта-Фе», з яким виграв Фіналізасьйон чемпіонату Колумбії та Південноамериканський кубок. У 2016 році Костас очолював мексиканський клуб «Атлас». У 2016 році аргентинець повернувся до клубу «Санта-Фе», з яким ще раз виграв Фіналізасьйон чемпіонату Колумбії. У 2017—2018 роках Густаво Костас очолював саудівський клуб «Аль-Файха».
У 2019 році аргентинський тренер удруге за кар'єру очолив клуб «Гуарані» (Асунсьйон), з яким працював до 2021 року. У 2022 році Костас очолював тренерський штаб чилійського клубу «Палестіно». У другій половині року аргентинський спеціаліст отримав пропозицію очолити збірну Болівії, проте за цей час роботи аргентинського тренера збірна грала невдало, і Костас залишив болівійську збірну наприкінці 2023 року.
На початку 2024 року Густаво Костас знову очолив клуб «Расінг» (Авельянеда). Під керівництвом тренера клуб у 2024 році виграв Південноамериканський кубок, а на початку 2025 року здобув Рекопу Південної Америки.

## Титули і досягнення

### Як гравця
- Володар Суперкубка Лібертадорес (1):

«Расінг» (Авельянеда): 1988

### Як тренера
- Чемпіон Перу (2):

«Альянса Ліма»: 2003, 2004
- Чемпіон Парагваю (1):

«Серро Портеньйо»: 2005
- Чемпіон Еквадору (1):

«Барселона» (Гуаякіль): 2012
- Чемпіон Колумбії (2):

«Санта-Фе»: 2014 Фіналізасьйон, 2016 Фіналізасьйон
- Володар Південноамериканського кубка (2):

«Санта-Фе»: 2015
«Расінг» (Авельянеда): 2024
- Переможець Рекопи Південної Америки (1):

«Расінг» (Авельянеда): 2025